# Elena Hărătău
Elena Hărătău (n. 28 mai 1964, Secuieni, România) este un deputat român, ales în 2020 din partea PNL. 